# جائزة التشيك الكبرى للدراجات النارية 2004
جائزة التشيك الكبرى للدراجات النارية 2004 هو سباق دراجات نارية أقيم بتاريخ 22 أغسطس 2004 في حلبة برنو. كان الجولة العاشرة من أصل 16 في سباق الجائزة الكبرى للدراجات النارية موسم 2004. فاز سيت جيبيرنو بفئة الموتو جي بي بينما جاء فالنتينو روسي في المركز الثاني وحصل على المركز الثالث ماكس بياجي.

## وصلات خارجية
- الموقع الرسمي